# FM-serien i handboll
FM-serien i handboll är den högsta divisionen i handboll för damer i Finland. Den har spelats sedan 1946. Det första mästerskapet vanns av Helsingfors IFK (HIFK).
Såväl dam- som herrhandbollen i Finland har genom tiderna dominerats av finlandssvenska idrottsföreningar. 

## Damlagen i FM-serien, 2014/2015
FM-serien i handboll för damer omfattade säsongen 2014/2015 följande sju lag:
- Dicken, Helsingfors
- Helsingfors IFK (HIFK), Helsingfors
- Sjundeå IF (SIF), Sjundeå
- Sparta IF, Helsingfors
- BK-46, Karis
- IF Helsinge Atlas (Atlas Vanda), Vanda
- Åbo IFK (ÅIFK), Åbo